# Calella
Calella (Catalansk udtale: [kəˈɫeʎə]) er en catalansk by i comarcaet Maresme i provinsen Barcelona i det nordøstlige Spanien. Byen havde i 2007 18.034 indbyggere og dækker et areal på 8,01 km². Den er beliggende mellem byerne Sant Pol de Mar og Pineda de Mar, og ligger omkring femten kilometer fra Mataró, hovedstaden i comarcaet. Calella betjenes af Rodalies de Catalunya, der bl.a. opererer mellem Barcelona og Maçanet-Massanes.